# Catesbaea spinosa
Catesbaea spinosa är en måreväxtart som beskrevs av Carl von Linné. Catesbaea spinosa ingår i släktet Catesbaea och familjen måreväxter.
Artens utbredningsområde är Kuba. Inga underarter finns listade i Catalogue of Life.